# مسئولان تحریم‌شده توسط کشورهای غربی به دلیل سرکوب خیزش ۱۴۰۱ ایران
برخی از مسئولان بلندپایهٔ نظام جمهوری اسلامی ایران به دلیل نقض حقوق بشر و سرکوب اعتراضات مردم ایران در خیزش ۱۴۰۱ ایران، از سوی برخی از کشورهای غربی همچون: ایالات متحده آمریکا، بریتانیا، کانادا و استرالیا... تحریم شده‌اند.

## تحریم‌شدگان و دلیل‌های تحریم

### افراد
1. حسین امجدیان؛ فرمانده یگان ویژه تهران و فرمانده سابق یگان ویژه اصفهان (واحدهای یگان ویژه اصلی‌ترین نیروی سرکوب معترضان و مسئول نقض شدید حقوق بشر در سراسر کشور هستند).[۲۴]
2. غلام‌حسین غیب‌پرور؛ معاون فرمانده سپاه پاسداران در قرارگاه مرکزی امنیتی امام علی (یکی از سرکوبگرترین قرارگاه‌های امنیتی سپاه).[۲۴]
3. سعید منتظرالمهدی؛ سخنگوی پلیس ایران (فراجا) که در برنامه‌ریزی و اعلام سیاست‌های سخت‌گیرانه نیروی انتظامی بر ضد زنان مخالف حجاب اجباری نقشی اصلی داشت.
4. حسن شهرستانی؛ فرمانده انتظامی استان مازندران و رئیس پیشین پلیس امنیت اخلاقی. او به زیردستانش دستور «شکستن گردن» مخالفان حجاب اجباری داد. وی صاحبان کسب‌وکارها هشدار داده بود که اگر کارکنان زنشان حجاب اسلامی را رعایت نکنند مغازه‌شان را تعطیل خواهد کرد.[۲۴]
5. سید خلیل صفوی؛ فرمانده انتظامی رضوان‌شهر در استان گیلان، و فرمانده انتظامی رشت در زمان کشته‌شدن دست‌کم سه معترض و زخمی‌شدن چند نفر دیگر در ۳۰ شهریور ۱۴۰۱.[۲۴]
6. دلاور القاصی‌مهر؛ فرمانده انتظامی شرق استان تهران و نیز فرمانده پیشین انتظامی شیراز و استان ایلام.[۲۴]
7. محمد معظمی گودرزی؛ رئیس پلیس پیشگیری تهران. در زمان معاونتش در فرماندهی انتظامی کرج، مسئول سرکوب اعتراضات آبان ۱۳۹۸ در کرج. نیروهای تحت امرش دست‌کم ۱۰ معترض را کشتند.[۲۴]
8. عباس‌علی محمدیان؛ فرمانده نیروی انتظامی استان تهران. مانده انتظامی استان فارس و مسئول سرکوب معترضان در اعتراضات آبان ۱۳۹۸.[۲۴]
9. خدارحم سارانی: فرمانده سپاه پاسداران انقلاب اسلامی در زاهدان. نیروهای سپاه در در فوریه ۲۰۲۱ به سرکوب مرگبار معترضان غیر مسلح در زاهدان پرداختند و در پی آن، چندین نفر (از جمله، یک کودک ۱۳ ساله) کشته و زخمی کرده و ۱۰ سوخت‌بر بلوچ معترض به بسته‌شدن یک گذرگاه مرزی را هم کشتند.[۲۴]
10. مظاهر مجیدی: فرمانده سپاه در استان همدان و مسئول واحدهای سرکوب اعتراضات. نیروهای امنیتی در این استان به سرکوب مرگبار مردم معترض پرداختند و بیش از ۷۰۰ معترض را در همدان بازداشت کردند.[۲۴]
11. بهمن ریحانی؛ فرمانده سپاه نبی اکرم کرمانشاه که واحدهای تحت امرش ۱٫۲۳۰ معترض را در اعتراضات آبان ۱۳۹۸ در کرمانشاه بازداشت کردند. او به واحدهای سپاه دستور داده بود که به معترضانِ به کشته‌شدن مهسا امینی در جوانرود حمله کنند.[۲۴]
12. جمال شاکرمی؛ فرمانده سپاه در استان ایلام و مسئول سرکوب معترضان ایلامی. در اعتراضات ۱۱ خرداد در ایلام، دست‌کم ۲۰ معترض بر اثر شلیک مستقیم مأموران امنیتی زخمی شدند.[۲۴]
13. محمد عبدالله‌پور؛ فرمانده سپاه قدس گیلان و عامل اجرای سیاست‌های سختگیرانه بر ضد زنان مخالف حجاب اجباری اسلامی و نیز ناظر سرکوب معترضان در خیزش ۱۴۰۱ ایران.
14. احمد طاهری؛ فرمانده انتظامی سیستان و بلوچستان که نیروهایش در جمعه خونین زاهدان ۶۰ تا ۱۰۰ معترض زاهدانی، از جمله، برخی از کودکان را کشتند و دست‌کم ۳۵۰ تن دیگر هم را زخمی کردند.[۲۴]
15. احمد نادریان؛ معاون فرمانده انتظامی سیستان و بلوچستان.[۲۴]
16. علی‌اکبر پورجمشیدیان؛ فرمانده قرارگاه حمزه سیدالشهدا نیروی زمینی سپاه و معاون هماهنگ‌کننده پیشین نیروی زمینی سپاه پاسداران.[۲۴]
17. علی‌رضا عابدی‌نژاد؛ مدیرعامل شرکت داده‌پردازان دوران (عامل سانسور و فیلترینگ اینترنتی جمهوری اسلامی در ایران).[۲۴]
18. عامر نجفیان‌فر: رئیس هیئت مدیره شرکت داده‌پردازان دوران.[۲۴]
19. مجید قلی‌زاده و حمیدرضا مقدم‌فر: مدیران خبرگزاری تسنیم (وابسته به سپاه).[۲۴]
20. عبدالرضا عابدزاده؛ فرمانده قرارگاه سازندگی خاتم‌الانبیا.[۲۴]
21. غلام‌علی محمدی؛ رئیس سازمان زندان‌ها و یکی از عوامل نقض تعداد قابل توجهی از معترضان در سراسر ایران؛ از جمله، بازداشت خشونت‌آمیز و شکنجه مخالفان سیاسی و اقلیت‌های دینی و نیز آزار جنسی زندانیان زن و کودک. برخی از زندانیان ایرانی، در دوره ریاست وی، از خدمات بهداشتی حیاتی محروم شدند به طوری که جانشان را از دست دادند.[۲۴]
22. پیام تیرانداز؛ مدیرعامل خبرگزاری فارس، عضو پیشین بسیج و نیز از کارمندان پیشین صدا و سیمای جمهوری اسلامی که نقشی محوری در حمایت این خبرگزاری از فعالیت‌های شرورانه سپاه ایفا می‌کند.[۲۴]
23. سهیلا کسایی؛ معاون رئیس هیئت مدیریه شرکت داده‌پردازان دوران.[۲۴]

### نهادها و اداره‌ها
1. شرکت یافتار پژوهان پیشتاز رایانش؛ از عوامل شناسایی و سانسور محتواهای ویدیویی و نوشتاری مجرمانه و نیز (با همکاری دادستانی کل جمهوری اسلامی) عامل انسداد وی‌پی‌ان‌های مخالفان.[۲۴]
2. پرس تی‌وی؛ شبکه خبری انگلیسی‌زبان جمهوری اسلامی و نیز عامل پخش اعترافات اجباری (حتی پیش از محاکمه) و برنامه‌های توهین‌آمیز بر ضد معترضان ایرانی و از عوامل استخدام شهروندان آمریکایی برای جاسوسی به نفع حکومت جمهوری اسلامی ایران.[۲۴]
3. خبرگزاری تسنیم؛ وابسته به سپاه پاسداران انقلاب اسلامی.[۲۴]
4. خبرگزاری فارس؛ خبرگزاری دیگر وابسته به سپاه پاسداران انقلاب اسلامی و نیز از عوامل ارائهٔ گزارش‌های اطلاعاتی ویژه به فرمانده وقت سپاه (حسین سلامی) و از عوامل همکاری امنیتی با معاون رئیس بسیج.[۲۴]